# Olenoides
Olenoides – rodzaj stawonogów z wymarłej gromady trylobitów, z rzędu Corynexochida. Żył w okresie kambru. Jego skaminiałości znaleziono w Łupkach z Burgess (Kanada).